# Zinat Mahal

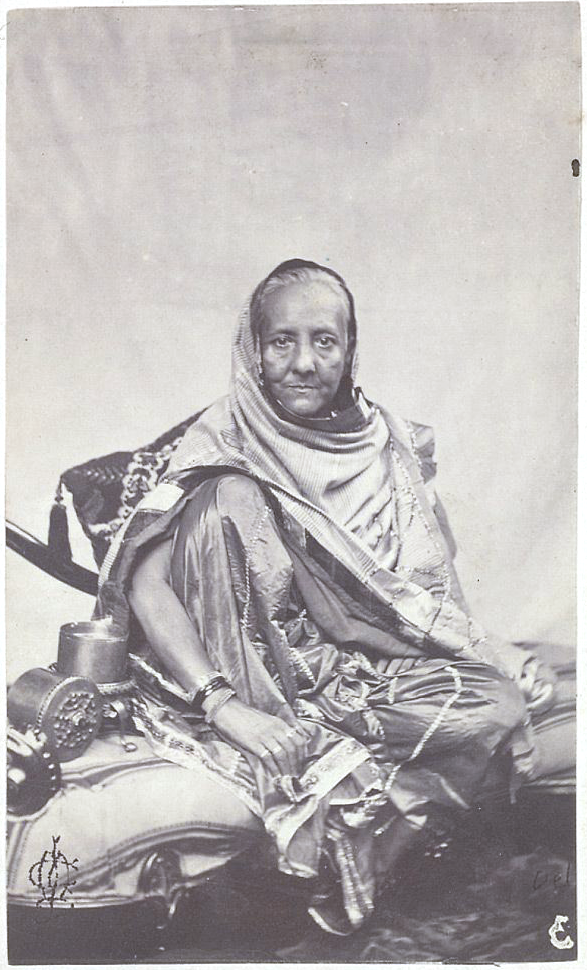
Zinat Mahal

Zinat Mahal (* 1821; † 1882 in Birma), auch Nawab Zinat Mahal Begum oder Zeenat Mahal genannt, war die Hauptfrau des letzten indischen Großmoguls Bahadur Shah II. Sie war die einzige seiner Ehefrauen, die selbst einer Adelsfamilie angehörte. Die beiden heirateten im Jahre 1840. Bahadur Shah war zu diesem Zeitpunkt bereits 64 Jahre alt.
Zinat Mahal konnte Bahadur Shahs bisherige Lieblingsfrau verdrängen und gebar einen Sohn, Mirza Jawan Bakht. Ihm versuchte sie über die nächsten Jahre die Thronfolge zu sichern, obwohl er der fünfzehnte von insgesamt 16 Söhnen des Großmoguls war. Im Indischen Aufstand von 1857 unterstützte sie die Briten, während ihr Ehemann sich zumindest nominell an die Spitze des Aufstands stellte. Nach der Niederschlagung des Aufstands folgte sie dem Großmogul ins Exil nach Birma, wo sie starb.